# Edna St. Vincent Millay
Edna St. Vincent Millay (Rockland, 22 de febrero de 1892-Austerlitz, 19 de octubre de 1950) fue una poeta, dramaturga y feminista estadounidense. Fue galardonada con el Premio Pulitzer de Poesía. Usaba el pseudónimo Nancy Boyd para su trabajo en prosa.

## Biografía

### Primeros años
Edna nació el 22 de febrero de 1892 en Rockland. Hija del matrimonio entre Cora Lounella Buzzell, una enfermera, y Henry Tollman Millay, un profesor de escuela que más tarde se convertiría en director. Su segundo nombre deriva del Hospital de St. Vincent de Nueva York, donde a su tío le salvaron la vida justo antes de su nacimiento. 
En 1904, sus padres se divorciaron debido a la inestabilidad económica de la familia. La madre y sus tres hijas, Edna, Norma y Kathleen viajaron de pueblo en pueblo viviendo en la indigencia. Durante el viaje, la madre llevaba un baúl repleto de obras de literatura clásica de escritores como William Shakespeare o John Milton que se encargaba de leer a sus hijas. Tras varios días viajando, se instalaron en una pequeña casa de Camden, propiedad de una tía de Cora. Allí, Edna escribiría su primer poema que le traería parte de repercusión literaria.
En el Instituto de Camden, Edna comenzó a desarrollar su talento en la revista literaria de la escuela, The Megunticook. A los catorce años fue condecorada con la Insignia de Oro de San Nicolás de Poesía y a los quince le fueron publicados varios poemas en revistas juveniles y en la prestigiosa Anthologie Current Literature. En el instituto fue amiga de la que en un futuro sería actriz de cine mudo, Edith Wynne Matthison.
En 1912, la fama acrecentó. Un poema suyo titulado "Renascence" fue finalista en el concurso de poesía The Lyric Year. El poema era el favorito para llevarse el premio debido a su excelente presentación, pero cuando se dictó el fallo del jurado, acabó en cuarta posición causando un gran revuelo y, a su vez, publicidad para Edna y su poesía. El ganador del concurso, Orrick Glenday Johns, consideraría después que el poema "Renascence" fue el mejor del concurso y concluyó que "haber ganado el premio suponía una vergüenza para mi". El ganador del segundo premio ofreció 250 dólares a Edna. Inmediatamente después del controverso concurso, Caroline B. Dow quedó impresionada al escuchar a Edna recitar sus poemas mientras tocaba el piano en el Whitehall Inn de Camden y se ofreció a pagar la matrícula de ella en el Vassar College. Edna se mudó a Nueva York tras su graduación en 1917.

### Carrera

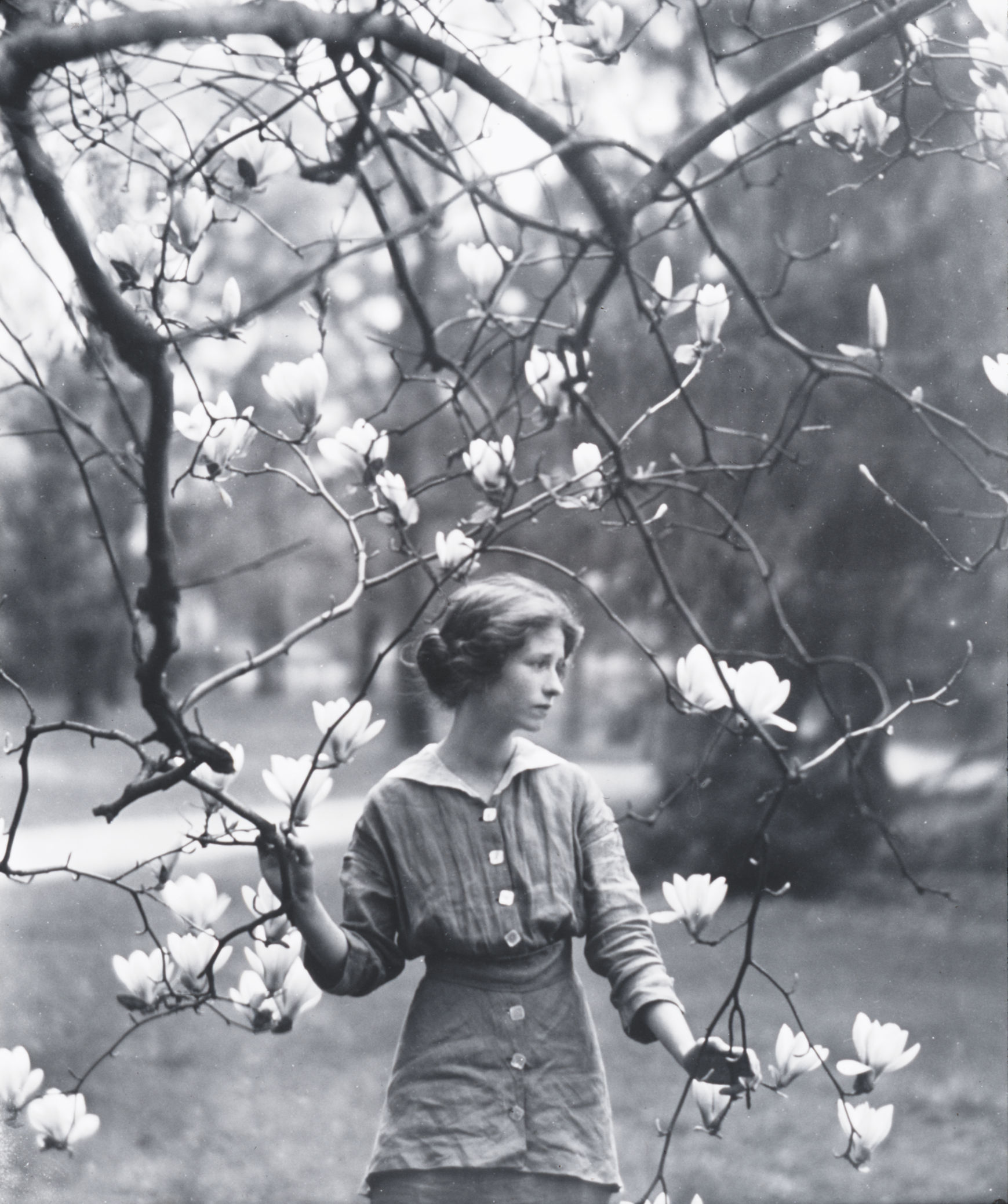
Edna St. Vincent Millay en el Vassar College, foto de Arnold Genthe, 1914.

Edna vivió en varios lugares de Greenwich Village, incluyendo una casa propiedad del teatro Cherry Lane, famoso por ser el más pequeño de Nueva York. Describe su vida en la ciudad como "muy, muy pobre y muy, muy feliz". Abiertamente bisexual, contaban entre sus amigos a los escritores Witter Bynner, Arthur Davison Ficke, el nicaragüense Salomón de la Selva y Susan Glaspell, así como Floyd Dell y el crítico Edmund Wilson. Estos dos últimos le ofrecieron matrimonio a Edna pero fueron rechazados.
En 1919, escribió un Aria da capo contra la guerra interpretado por su hermana Norma en el Provincetown Playhouse de Nueva York. Su colección de poemas de 1920, A Few Figs From Thistles, fue objeto de controversia por tocar temas sobre la sexualidad femenina y el feminismo. 
Edna ganó el Premio Pulitzer de Poesía en 1923 por "The Ballad of the Harp-Weaver", convirtiéndose en la tercera mujer galardonada de dicho premio pero la primera en recibirlo con ese nombre. Ese mismo año se casó a los 43 años con Eugen Boissevain Jan, viudo desde 1916 de la abogada laborista y corresponsal de guerra Inez Milholland, un político ilustre que conoció durante su tiempo en Vassar College. Autoproclamado feminista, Eugen apoyó su carrera y se encargó él mismo de las tareas domésticas. Durante sus años de casados, ambos tuvieron aventuras amorosas con otras personas. Una de las relaciones más importantes que tuvo Edna fue con el poeta George Dillon, catorce años menor que ella y para quien escribió varios sonetos.
En 1925, Eugen compró Steepletop, un terreno de 257 ha convertido en granja de arándanos, cerca de Austerlitz. El matrimonio construyó un granero a partir de un kit de herramientas de Sears Roebuck and Company, luego una cabina de escritura y por último, una pista de tenis. Durante su estancia en la casa, Edna cultivo un pequeño huerto. Poco después, compraron Ragged Island en la Bahía de Casco, y la usaron como residencia de verano.
En 1943 fue la sexta persona y la segunda mujer en ser condecorada con la Medalla Robert Frost por su contribución de por vida a la poesía americana. Seis años después, en 1949, moriría su marido Eugen debido a un cáncer de pulmón.

### Muerte y legado

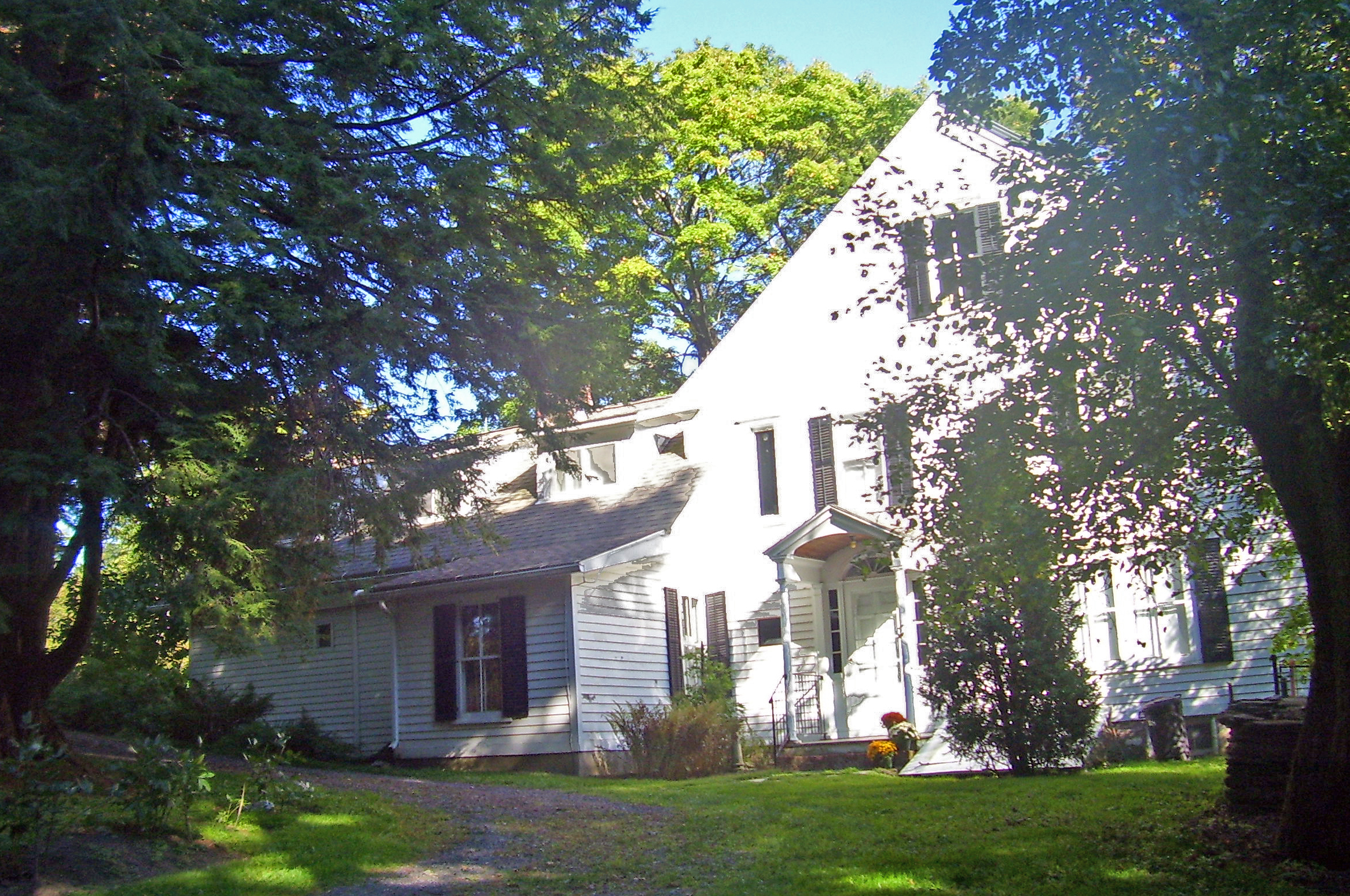
Fachada de la casa principal de Steepletop, lugar donde Edna pasó sus últimos años de vida.

Edna murió en su casa de Steepletop el 19 de octubre de 1950. Cayó por las escaleras y la hallaron ocho horas después de su muerte. Su médico informó que la caída causó una oclusión coronaria que derivó a un ataque al corazón. Tenía cincuenta y ocho años el día de su muerte.
Después del fallecimiento, su hermana Norma junto con su marido, el actor y pintor Charles Frederick Ellis, se trasladaron a Steepletop. En 1973, se estableció la Colonia de las Artes Millay en una superficie de 2,8 ha alrededor de la casa y el granero. Después de la muerte de Charles Frederick Ellis en 1976, Norma continuó manteniendo la colonia hasta su muerte en 1986. A los 17 años, la poetisa Mary Oliver visitó la casa y se convirtió en íntima amiga de Norma. Vivió allí durante siete años y ayudó a Norma a organizar los papeles de la casa. En el futuro, hacia 1984, Mary Oliver se convertiría en la ganadora del Premio Pulitzer de Poesía, inspirada en gran medida por la obra de Edna.
En 2006, el estado de Nueva York pagó $ 1,69 millones de dólares para adquirir casi un tercio del terreno de Steepletop con la intención de preservar la tierra de un bosque cercano. La cantidad recibida sirvió para que la Sociedad Edna St. Vincent Millay restaurara la casa y los terrenos para así convertirlo en un museo. Desde el verano de 2010, el museo está abierto al público. Parte de las zonas de Steepletop, incluyendo el "Poet's Walk" que lleva a la tumba de Edna, están abiertas al público durante todo el año. Desde el último fin de semana de mayo hasta mediados de octubre de cada año se ofrecen visitas guiadas por la casa y los jardines de Steepletop.

## Obra
Edna escribió cinco dramas en verso al comienzo de su carrera, incluyendo Two Slatterns and a King y The Lamp and the Bell, un poema escrito sobre el amor entre mujeres durante su tiempo en Vassar College. Fue la encargada de elaborar un libreto por orden de la Metropolitan Opera House para una ópera compuesta por Deems Taylor. El resultado, "The King's Henchman" fue dibujado en la cuenta de la Crónica Anglosajona de Eadgar, Rey de Wessex, y fue descrita como la más eficiente y artísticamente refinada ópera americana que jamás se haya visto en un escenario. Tres semanas después de su publicación, los editores ya habían publicado cuatro ediciones del libro.
"Euclid alone has looked on Beauty bare" (1922) es un homenaje a la geometría de Euclides. "Renascence" y "The Ballad of the Harp-Weaver" se consideran sus mejores poemas.

## Traducciones al español
- Un palacio en la arena: antología bilingüe (edición y traducción de Andrés Catalán), Madrid, Harpo, 2017. ISBN 978-8494539947.
- Antología poética (traducción de Ana Mata Buil), Barcelona, Lumen, 2020. ISBN 978-8426407535.[3]